# Sam Williams (cestista 1945)
Samuel H. Williams, detto Sam (Detroit, 22 gennaio 1945), è un ex cestista statunitense, professionista nella NBA.

## Carriera
Venne selezionato dai Milwaukee Bucks al terzo giro del Draft NBA 1968 (35ª scelta assoluta).